# 중역정보시스템
중역정보시스템(Executive Information Systems, EIS)은 DSS의 일종으로 최고 경영진에게 전략적인 의사 결정에 필요한 정보를 제공하는 체계를 일컫는 사업 용어이다.
최고경영자의 업무특성을 고려하여 의사결정에 필요한 정보를 제공하는데 중점을 둔 시스템이다. 중역들의 정보욕구를 충족시켜 주기 위해 컴퓨터를 바탕으로 한 시스템으로 적절한 정보에 신속한 접근과 경영보고에 직접 접근, 그래픽 지원과 예외 사항보고 및 전체 현황에서 필요시 상세 정보를 파악을 통하여 실시간경영의 도움을 준다.

## 중역정보시스템의 일반적 특성
- 다양한 정보제공

일반적으로 최고경영층은 거래자료 그 자체보다는 필요에 의해 걸러지고 요약된 정보를 원한다. 뿐만 아니라, 이러한 사실자료 외에도 많은 양의 비정형적 정보(의견, 소문, 창의적 아이디어 등)를 필요로 한다. 그러므로 EIS에는 이런 기능이 효과적으로 지원되어야 한다.
- 정보제공의 형태

정보의 내용뿐만 아니라 정보제공 형태도 중요하다. EIS는 사용하기에 쉽게 정보를 그래프와 같은 형태로 제공되는 것이 중요하다. 뿐만 아니라 정보가 제공 되는 과정에서 관심있는 추가정보가 있으면 바로 그 정보로 직접 찾아들어 갈 수 있는 기능이 필요하다. 이런 기능은 하이퍼텍스트(Hypertext)와 같은 새로운 기술에 의해 효과적으로 지원될 수 있다.
- 패키지의 이용

EIS는 주로 상품화된 패키지로 개발된다. 앞서 살펴본 바와 같이 EIS는 여러가지의 새로운 기술에 기초하므로 모든 것이 대내에서 자체 개발되기 보다는 외부전문업체에 의해 개발되어 상품화되어 있는 패키지의 사용이 보편화되어 있다.
이러한 특성을 갖는 중역정보시스템은 새로운 정보기술의 개발과 함께 앞으로는 더욱 활발하게 이용될 것임에 틀림없다. 이에 따라 중역정보시스템의 성격도 매우 다양한 모습으로 전개될 가능성이 있다.

## 중역정보시스템의 효과
- 조직의 효과적 통제
- 시간의 절약
- 의사소통의 증대
- 협조체계형성
- 불확실성의 감소

## 같이 보기
- 엔터프라이즈 아키텍처
- 경영 정보 시스템